# کاریز (تایباد)
کاریز شهری در بخش مرکزی شهرستان تایباد استان خراسان رضوی ایران است. که در زمان‌های قدیم به دلیل موقعیت جغرافیایی و تجاری دو کشور ایران و افغانستان، بیشتر مرکز کاروانسراها و استراحتگاه‌های کاروان هاو مسافرین بوده‌است.

## جمعیت
بر پایه سرشماری عمومی نفوس و مسکن در سال ۱۳۹۰ جمعیت این شهر ۱۰٬۳۹۱ نفر (در ۲٬۵۰۹ خانوار) بوده‌است.

## جغرافیا
این شهر در فاصله کمی در شمال شهر تایباد و در جاده تایباد به مشهد قرار دارد. از ادغام روستاهای کاریز و سعد آباد در سال ۱۳۸۲ شهر کاریز تأسیس شده‌است. عملیات ساخت راه کنارگذر شهر کاریز نیز در دست انجام است.
ساختمان بیمارستان قدیمی کاریز در سال ۱۳۸۴ تبدیل به دانشکده پرستاری و مامایی دانشگاه آزاد واحد تایباد شد.

## وجه تسمیه
کاریز به معنی قنات است.